# Basilio Zanchi

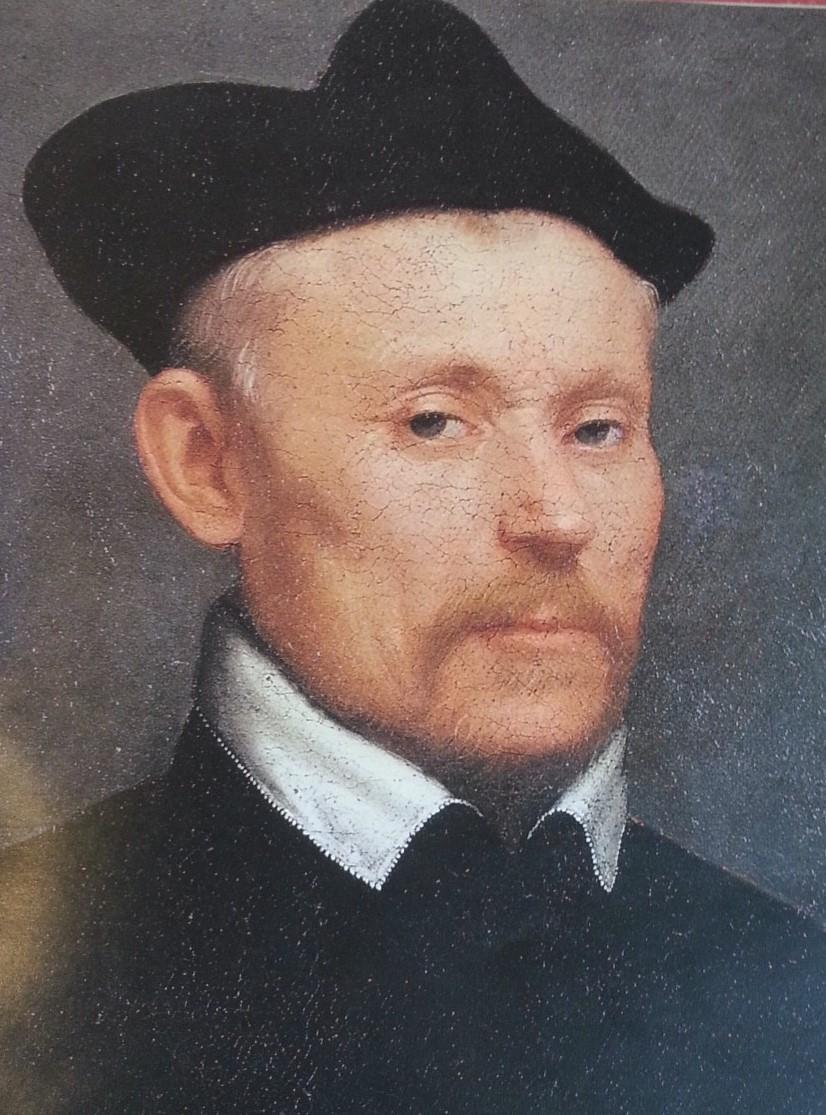
Ritratto di Basilio Zanchi di Giovan Battista Moroni

Basilio Zanchi (Bergamo, 1501 – Roma, 1558) è stato un umanista e poeta italiano.

## Biografia
Affidato dal padre alle cure di Giovita Rapicio, si dedicò fin da giovane allo studio della lingue antiche con tale zelo che a diciassette anni aveva già completato il Dizionario di Epiteti latini che in seguito pubblicò. Il desiderio di perfezionare il suo talento naturale per la poesia lo portò presto a Roma, dove acquisì presto una tale fama che Francesco Arsilli lo riempì di lodi nel suo libro "De poetis urbanis", dove lo colloca accanto ai più illustri scrittori. L'uso obbligava i membri dell'Accademia romana a cambiare nome, per conformarsi ad esso, prese quello di L.-Petreius Zanchus, sotto il quale pubblicò i suoi primi saggi poetici. Era una leggera alterazione del nome Pietro, che aveva ricevuto al battesimo. Dopo la morte del papa Leone X, tornò a Bergamo, e nel 1524, seguendo l'esempio dei suoi due fratelli, entrò nell'ordine dei canonici lateranensi. Così lasciò il suo nome accademico per prendere quello di Basilio. Nel primo fervore del suo nuovo stato, abbandonò la cultura delle lettere, volendo dedicarsi esclusivamente allo studio della teologia e dei Libri sacri; ma, fortunatamente per la sua gloria, tornò presto al culto delle Muse, e il suo poema "De horto Sophiæ", in cui descriveva magnificamente i dogmi e i principi del cristianesimo, accrebbe la sua reputazione. Il suo soggiorno nelle principali città d'Italia, Padova, Ravenna, Bologna, fu segnato da nuovi successi. I suoi talenti, l'instancabile zelo per lo studio e le qualità personali gli valsero molti amici ovunque. Dopo Girolamo Ghilini, Pierre Bayle e l'Jean-Pierre Niceron e anche l'abate Serassi, Basilio fu, nel 1559, nominato guardiano della Biblioteca apostolica vaticana, ma due lettere, una da Paolo Manuzio  e l'altra da Latino Latini provarono che questo illustre poeta era morto in una prigione sotterranea, alla fine del 1558. Nel corso di quello stesso anno, il papa Paolo IV aveva ordinato ai religiosi che abitavano fuori del chiostro di tornare immediatamente ai loro conventi pena la prigionia e persino le galere. Ora, Basilio era tra questi, e la sua disobbedienza agli ordini del pontefice fu, secondo Girolamo Tiraboschi, la causa della sua prigionia, anche se non è probabile che, per una così lieve colpa, un uomo dotato di così fine ingegno, e che ebbe amici anche tra i membri del Sacro collegio, sarebbe stato trattato in maniera così rigorosa. Basilio apparteneva all'ordine dei Canonici Lateranensi, un numero abbastanza grande dei quali aveva abbracciato le nuove opinioni, che ogni giorno andavano avanti in Italia. Si può quindi congetturare con Francesco Saverio Salfi che Basilio sia stato condannato per la stessa ragione di Marcello Palingenio Stellato, sebbene i suoi scritti non contengano nulla che gli si possa imputare.

## Opere
- De horto Sophiæ libri duo ad P. Bembum cardinalem; accedunt ejusdem varia poemata, quæ olim sub L. Petræi Zanchi nomine edidit[6], Roma, 1540, in-4° ; ibid., 1553, in-8°, con le Quæstiones in IV libros Regum et II Paralipomenon;
- Poemata libri VIII, Rome, 1550, in-8° ; ibid., 1553 ; Bâle, 1555, con le poesie del suo amico Lorenzo Gambara; Bergamo, 1747, in-8°. Quest'ultima edizione, dovuta all'abate Serassi, è più completa della precedente. Nella Nota su Zanchi, l'editore non ha cercò di scoprire le ragioni della sua prigionia, perché si era riservato di farlo nei suoi "Scrittori Bergamaschi"; ma morì prima che potesse finire questo lavoro. Il primo libro di poesie contiene l'Hortus Sophiæ, i cui primi due volumi si occupavano di argomenti pii, il quarto due epitalami, due epistole a papa Leone X e a Carlo V, un poema su un'eclissi solare e infine si rammaricava della morte di J.-Caesar Gryphoni, di J. Cotta e Jacopo Sannazaro, il quinto, conteneva delle egloghe e il sesto e il settimo delle miscellanea.
- Verborum latinorum ex variis auctoribus epitome; ejusdem verborum quæ in Marii Nizolii observationibus in Ciceronem desiderantur appendix, Rome, 1541, in-4°; Bâle (o Berna), 1543, in-8°. Si tratta di un dizionario con un riferimento delle parole agli autori che le evevano utilizzate.
- Epithetorum commentarii, ib., 1542, in-4°; ristampato sotto il titolo Dictionarium poeticum et epitheta veterum poetarum, Mons (Montibus), 1612, in-8°. Secondo i curatori del catalogo della biblioteca di Parigi (Belles-Lettres, t. 10, p. 924) è meno un dizionario di epiteti che di nomi propri. Zanchi aveva intrapreso un dizionario di epiteti greci, che non aveva avuto il tempo di completare.
- In omnes divinos libros notationes, Roma, 1553, in-4°; Spira, 1558; Colonia, 1602, in-8°. conservato presso la Biblioteca apostolica vaticana in due Index di Zanchi, l’uno di Marco Anneo Lucano e il secondo di Gaio Valerio Catullo e di qualche altro poeta.